# Eggletonita
L'eggletonita és un mineral de la classe dels silicats que pertany al grup de la ganofil·lita. Va ser anomenada en honor de Richard Anthony Eggleton, mineralogista de la Universitat Nacional d'Austràlia i expert en la cristal·loquímica del grup de la estilpnomelana.

## Característiques
L'eggletonita és un fil·losilicat de fórmula química (Na,K,Ca)xMn₆(Si,Al)10O24(OH)₄·nH₂O (x=1-2; n=7-11). Cristal·litza en el sistema monoclínic. Els seus cristalls mostren una secció transversal pseudohexagonal, allargada al llarg de [100], amb {011} i {001} comunes. També es pot trobar en forma de clústers de prismes aciculars radiants, de fins a 2 cm. La seva duresa a l'escala de Mohs és de 3 a 4.
Segons la classificació de Nickel-Strunz, l'eggletonita pertany a «09.EG - Fil·losilicats amb xarxes dobles amb 6-enllaços més grans» juntament amb els següents minerals: cymrita, naujakasita, manganonaujakasita, dmisteinbergita, kampfita, strätlingita, vertumnita, ganofil·lita, tamaïta, coombsita, zussmanita, franklinfil·lita, lennilenapeïta, parsettensita, stilpnomelana, latiumita, tuscanita, jagoïta, wickenburgita, hyttsjoïta, armbrusterita, britvinita i bannisterita.

## Formació i jaciments
L'eggletonita va ser descoberta a la pedrera Big Rock, Granite Mountain, Little Rock, Comtat de Pulaski, Arkansas, Estats Units en les cavitats miarolítiques en pegmatita de nefelina i sienita; associada a albita, natrolita, pirofanita, apofil·lita i kupletskita. També ha estat descrita a la mina Molinello, situada a Ne (Província de Gènova, Itàlia) i a la mina Shiromaru, situada a Okutama-cho (Regió de Kantō, Japó).